# A-103
A-103 (SA-9, Saturn-Apollo 9) byla orbitální mise nosné rakety Saturn I. Byla to třetí mise rakety Saturn s maketou velitelského a servisního modulu kosmické lodi Apollo. Raketa dále nesla první satelit programu Pegasus.

## Cíle

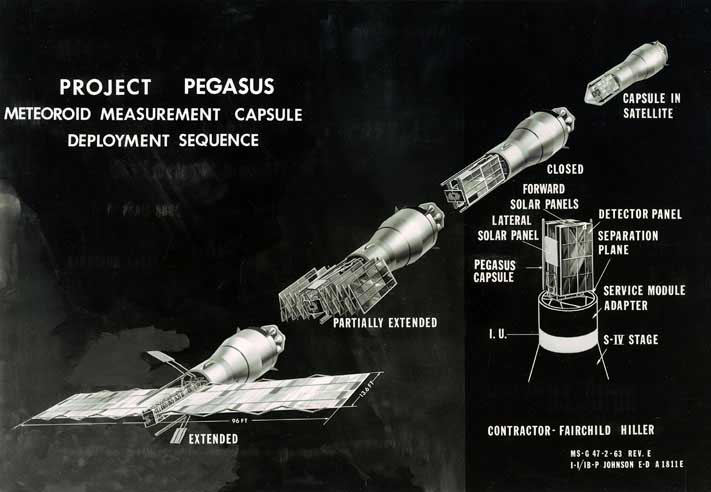
Postup rozvinutí detekčních ramen satelitu Pegasus

Mise měla za úkol otestovat komponenty kosmické lodi Apollo a zároveň vynést satelit Pegasus. Maketa kosmické lodi Apollo byla tentokrát upravena tak, že v prostoru servisního modulu byl umístěn složený satelit Pegasus. Po startu se měly postupně oddělit první stupeň, únikový systém a poté velitelský modul. Druhý stupeň se servisním modulem měly dosáhnout oběžné dráhy společně a setrvat na ni až do zániku v atmosféře. Satelit Pegasus se měl postupně vysunout z útrob servisního modulu a poté rozvinout panely pro testování frekvence dopadů mikrometeoroidů.
Jako při předchozích misích, i tentokrát byla raketa a maketa Apolla vybavena mnoha měřícími přístroji a systémem pro přenos telemetrie. Hlavním zájmem bylo otestování schopnosti rakety Saturn I dopravit náklad na velmi odlišnou oběžnou dráhu než dříve. Další testy se týkaly odhození věže únikového systému a mechanického systému pro rozvinutí detekčních ramen satelitu Pegasus.

## Průběh letu
Téměř každý start bývá stižen zpožděními a přerušováním odpočtu a mise A-103 nebyla výjimkou. První zpoždění bylo způsobeno poruchou napájení počítače letové bezpečnosti na Eastern Test Range. Další zpoždění si vyžádalo vynucené vybití a nabití baterií satelitu Pegasus. Poté už vše proběhlo bez problémů a náklad dosáhl požadované oběžné dráhy přibližně deset a půl minut po startu. V čase T+804 sekund se oddělil velitelský modul a o minutu později byl zahájen proces rozvíjení detekčních ramen satelitu Pegasus. Mise byla úspěšná ve všech bodech, i přes drobné poruchy nosiče i nákladu. Satelit měl projektovanou životnost 1188 dní a deaktivován byl 29. srpna 1968.